# Andrea Guzmán
Andrea Guzmán Patiño (Bogotá, 22 de octubre de 1977)[cita requerida] es una actriz colombiana.

## Biografía
Andrea siempre integró el grupo teatral de su colegio. Comenzó su formación actoral a los 14 años y fue becada para empezar sus estudios actorales con el profesor Jaime Botero, quien apostó por su talento. Su carrera comenzó en la serie de televisión colombiana Padres e hijos en 1995.
Hermana de la también actriz Sandra Guzmán, y además prima de Patricia y Amparo Grisales, se radicó tres años en Londres con su esposo, el italiano Paolo Miscia, y allí nació su hija Micaela.

## Filmografía

### Televisión
| Año       | Título                                    | Personaje                          |
| --------- | ----------------------------------------- | ---------------------------------- |
| 2024      | Pedro el escamoso: más escamoso que nunca | Yadira del Pilar Pacheco Pataquiva |
| 2023-2024 | La influencer                             | Yesenia de Matallana               |
| 2023-2024 | Rigo                                      | María Girlesa Gómez de Urán        |
| 2022-2023 | Dejémonos de Vargas                       | Mireya Salazar                     |
| 2019      | El general Naranjo                        | Desire                             |
| 2019      | La gloria de Lucho                        | Graciela                           |
| 2016      | Manual para ninjas                        |                                    |
| 2013-2014 | Mentiras perfectas                        | Capitán Tania Rivero               |
| 2013      | Allá te espero                            | Berenice                           |
| 2012      | La Mariposa                               | Guerrillera Iris                   |
| 2011      | Confidencial                              | Santiago                           |
| 2011      | Los caballeros las prefieren brutas       |                                    |
| 2009-2010 | Las muñecas de la mafia                   | Nohelia                            |
| 2008-2009 | Sin retorno                               | Sol                                |
| 2007      | Decisiones                                |                                    |
| 2006-2007 | La ex                                     | Melanie Evans                      |
| 2004-2005 | Las noches de Luciana                     | Soledad                            |
| 2001-2003 | Pedro el escamoso                         | Yadira del Pilar Pacheco Pataquiva |
| 1999      | Juliana, ¡qué mala eres!                  | Ruby                               |
| 1998-1999 | Corazón prohibido                         | Esperanza                          |
| 1998      | Comuna sur                                |                                    |
| 1998      | Paraíso Tropical                          |                                    |
| 1997      | Cazados                                   | Margarita                          |
| 1996-1997 | Mascarada                                 | Paula Olano                        |
| 1995      | Padres e hijos                            | María Fernanda de Franco           |

## Reality
| Año  | Título               |
| ---- | -------------------- |
| 2025 | MasterChef Celebrity |
| 2015 | Tu cara me suena     |

## Cine
| Año  | Título                      | Personaje |
| ---- | --------------------------- | --------- |
| 2023 | El Yuppie y el Guiso        | La Jefa   |
| 2010 | La captura                  | Empera    |
| 2006 | Las cartas del gordo        | Madre     |
| 2002 | Te busco                    | Jazmín    |
| 2000 | La cama cinco               |           |
| 2000 | La toma de la embajada      | María     |
| 1999 | Es mejor ser rico que pobre | Elsa      |
| 1998 | Golpe de estadio            | Doll      |

## Teatro
- "Chicago" El Musical - (2012) - Velma Kelly
- "Pecadoras" - (2009)
- "Atrapado sin salida" - Londres - (2007)
- "Amantes y ladrones" - Miami - (2003)
- "Crónica de una muerte anunciada"
- "VIII festival internacional de cultura y paz" - Antigua - (2005)
- "VIII festival iberoamericano de teatro" - Bogotá - (2002)
- "Olimpiadas mundiales de teatro" - Moscú - (2001)
- "VIII festival internacional de teatro" - Caracas - (2001)
- "Americartes" - Washington - (2001)
- "Festival internacional de teatro" - Sídney - (2001)
- "Festival cervatino de teatro" - Guanajuato - (2000)
- "El lado oculto de la playboy" - Bogotá - (1998)

## Premios y nominaciones

### Premios TVyNovelas
| Año  | Categoría                             | Telenovela              | Resultado |
| ---- | ------------------------------------- | ----------------------- | --------- |
| 2014 | Mejor actriz antagónica de telenovela | Allá te espero          | Ganadora  |
| 2010 | Mejor actriz de reparto               | Las muñecas de la mafia | Nominada  |
| 2002 | Mejor actriz de reparto               | Pedro el escamoso       | Nominada  |
| 1998 | Mejor actriz Cómica                   | Cazados                 | Nominada  |

### Premios India Catalina
| Año  | Categoría                                                | Telenovela o Serie | Resultado |
| ---- | -------------------------------------------------------- | ------------------ | --------- |
| 2014 | Mejor actriz antagónica de telenovela, serie o miniserie | Allá te espero     | Nominada  |

### Premio dos de oro
| Año  | Categoría                  | Telenovela | Resultado |
| ---- | -------------------------- | ---------- | --------- |
| 2007 | Mejor Actriz internacional | La ex      | Ganadora  |